# Kaine
Kaine Parker es un personaje ficticio, un antihéroe (antiguamente en un supervillano) de Marvel Comics, conocido principalmente por ser aliado y enemigo de Spider-Man y Ben Reilly.
Su primera aparición fue en Web of Spider-Man #119, y es el primer intento fallido del Chacal para clonar a Peter Parker. El personaje fue creado por Terry Kavanagh y Butler Steven.
La primera vez que apareció como Araña Escarlata fue en el Marvel Point One de noviembre de 2011, en un avance de la serie que protagonizaría, Araña Escarlata.

## Poderes y habilidades

### Como Kaine
Como un clon imperfecto de Spider-Man, Kaine tiene equilibrio, velocidad, agilidad, reflejos y fuerza sobrehumana a niveles más altos que Spider-Man debido a su constante mutación.
Kaine usa su habilidad de adherirse a las superficies para quemar una cicatriz con la forma de su mano en objetos y personas, lo que él llama la Marca de Kaine.
Tiene dos aguijones retráctiles en el dorso de la muñeca cuya composición se desconoce, pero recuerdan a las garras de hueso de Wolverine, Daken y X-23.
Debido a los fallos en su estructura genética, Kaine tiene la piel cubierta con una red de cicatrices. El traje que Kaine suele utilizar se diseñó para retardar el proceso de degeneración en su cuerpo.

### Como la Tarántula
El alcance de los poderes de Kaine en su estado de tarántula no se conocen completamente.
Tarántula tiene cuatro patas de araña muy grandes que sobresalen de su espalda. Él retiene todas las habilidades que tenía como Kaine, con la adición de tiradores de telaraña orgánica y mayor fuerza, además de poseer la habilidad de convertir sus patas de araña en pequeñas cuchillas que son capaces de matar incluso a los inheritors

### Como Araña Escarlata

#### Después de Spider-Island
Tras la pérdida de su forma de tarántula durante Spider-Island, se invierte su degeneración. Kaine ahora parece ser un clon perfecto de Peter Parker (como Ben Reilly).
Kaine conserva su fuerza, velocidad y agilidad sobrehumanas, así como los aguijones retráctiles y la Marca de Kaine. Pero ahora además posee telarañas orgánicas y han desaparecido sus cicatrices. También tiene visión nocturna y alguna forma de comunicación telepática con artrópodos. Ha perdido el sentido arácnido y ya no puede ver el futuro ni ser alertado de amenazas inminentes.
Kaine utiliza el traje de sigilo que Peter Parker creó durante Spider-Island, que puede darle invisibilidad visual y de audio e inmunidad a ataques sónicos.

#### Nuevos Guerreros
Kaine y Colibrí se unen a un nuevo equipo de los Nuevos Guerreros para enfrentarse al Alto Evolucionador. Tras desterrarlo de su montaña se quedan en esta como su nueva base..

#### Spider-verse
Kaine y los nuevos guerreros son atacados por Daemos miembro de lo Inerithors familia que se alimenta de la esencia de los animales. Daemos deja gravemente heridos a los Nuevos Guerreros y a Kaine. Entonces un grupo de Spiders viene en su rescate contra Daemos. En el rescate Spider-man y Bruce Banner pierden la vida. Kaine se recupera con los demás spiders. De ahí, llega Superior Spider-Man (Otto Octavius) a través de un portal junto con más Spiders. Luego es enviado junto con Ben Reilly (tierra 64) y Jessica Drew de la tierra 1610 (o tierra Ultimate) a una realidad donde Jennix parte de la familia de los Inerithors hace una fábrica de clones donde se clona a el mismo. Los clones Ben y Jess se camuflan para entrar en la fábrica, donde se visten como las personas que Jennix tiene bajo control mental. Tras lo que han visto, Ben decide sacrificarse destruyendo la fábrica. Al hacer esto Kaine y Jess salen de la fábrica mientras estalla todo. Kaine al ir a los escombros solo ve la máscara de Reilly, triste y rabioso decide ir a Loomworld, lugar donde viven los Inerithors. Al hacer esto él sabía que se estaba jugando la vida. Entonces Morlun y su familia huelen que han venido Silk y el otro Kaine. Ahí kaine se convierte en una araña gigante y el paadre de los inerithors va a detener a Kaine, entonces Kaine lo atraviesa con sus aguijones que posee en las patas. Después de esto mata a Solus. Molesto, Morlun va a matar a Kaine pero Solus le dice que lo necesitan vivo, Morlun le dice que solo necesitan su sangre para un ritual entonces presuntamente mata a Kaine, después de que las arañas acabaran con los inheritors. Spider-man dice que ya han perdido muchos héroes. En el final de The Amazing Spider-man Número 15, Kaine sale de la araña gigante.

## Otras versiones

### MC2
En el futuro alterno conocido como MC2, Kaine rescata exitosamente a May de Norman Osborn (May es la bebé de Peter y Mary Jane) y se la regresa a sus padres. Este es el principal punto de divergencia con el Universo Marvel.
Más tarde, los aliados de Kaine a sí mismo con el pivote central de la delincuencia, pero es traicionado por él mismo durante un enfrentamiento con Daredevil, quién sacrifica su propia vida para salvar a Kaine. Kaine lleva el cadáver de DareDevil a una cámara de regeneración, donde también está tratando de ayudar a Tyne Reilly, el hijo de Ben Reilly, que está degenerando como resultado del ADN de su padre imperfecto clonado. Se trata de convocar a los demonios Zarathos para ayudarle a salvar los dos, pero al final, Zarathos se vuelve contra él y trata de reclamar el cuerpo del niño como su nave humana. El alma de Daredevil lucha contra el demonio, y al final Tyne se transforma en Darkdevil, con el alma de un héroe y los poderes de un demonio.
Kaine intenta matar a Kingpin, pero es detenido por Spider-Girl y enviado a prisión. Allí es reclutado por el Agente Especial Arthur Whedon como parte de un equipo de supervillanos capturados les da la oportunidad de redimirse, trabajando para el gobierno (similar a los rayos). Los que están bajo su mando incluyen Big Man (el hijo de Henry Pym y la Avispa, exmiembro de los Revengers) y RÁPIDO (antiguo villano, su primera aparición en Spider-Girl #53), y anteriormente Raptor (ahora completamente perdonado y liberado del servicio) y Normie Osborn (tratando utilizar sus poderes para trabajar para ellos en lugar de Raptor, y dado que de-accionado en caso de fallecimiento del simbionte Venom, puede presumir de haber sido liberado de la obligación).
Kaine parece estar genuinamente interesado en la reforma, y desde entonces ha sido de apoyo de Spider-Girl y actuó como asesor de ella.
Spider-Girl no tiene ni idea acerca de su relación genética con Kaine, aunque Kaine se lo insinuó en su primer encuentro. Se insinúa que Darkdevil sabe la verdad, sin embargo, una vez comentando sobre "nociones retorcidas de conceptos simples como "La familia de Kaine. Más tarde se ha puesto de manifiesto que en realidad Darkdevil sabe acerca de la conexión de Kaine a su difunto padre, yendo tan lejos como para referirse a Kaine como "Tío Kaine". Sin embargo, él no ha mencionado nada de esto a su prima y hermana de May.
En la final del cómic historia de arco, y una réplica de mayo aparece en escena, un comentario que se haga acerca de tratar de averiguar cuál es la verdadera May Parker a Kaine que comenta, "¿Estás diciendo que los clones no son reales?"

### Spider-Man: Clone Saga
Kaine aparece en la miniserie de exploración de Clone Saga, como fue concebido originalmente. El Chacal está construyendo a un hombre en las "sombras de los policías" por razones desconocidas y después de los ataques de Ben Reilly y Peter Parker, cuando se encuentran por primera vez. Después de objetivos del Chacal entre ellos Mary Jane, son llevados por Kaine a la cueva del Chacal solo para qué los tres sean capturados. Es en este punto que los dos deben aprender que Kaine es el otro clon de Peter Parker. Cuando Kaine ve a Gwen Stacy, rompe los tres libras antes de grabar la marca de Kaine en la cara de chacal y romperse el cuello. Cuando el edificio explota, Kaine logra escapar, después de haber robado tanto el clon de un agente estabilizador, creado por el Chacal y una vaina que contiene un segundo clon desconocido para su jefe. La cifra se reveló más tarde a ser una naturaleza viva Harry Osborn, con la vaina que contiene un clon de su padre. El dúo tiene el Doctor Octopus hacer un clon-agente estabilizador. Más tarde, Kaine muestra la obtención del infante de May, el cual es de Allison Mongrain para e iba a ser obsequiado. Él comienza a tener dudas sobre los planes de Harry cuando se sostiene al bebé. Después de más de conciencia, que finalmente se convence a desafiar las órdenes de Harry y devuelve a la bebé a Mary Jane antes de escapar.

### Ultimate Kaine
En el universo alternativo de Ultimate Marvel, en la saga Ultimate Spider-Man, Kaine es un clon fallido y desfigurado de Peter Parker. Él secuestra a Mary Jane y trata de mejorar sus poderes. Después él es asesinado por Los Mata Arañas enviados por Nick Fury e intenta dispararle mientras trata de impedir que se llevaran a Mary Jane. Aunque nunca se indica en el cómic de su "nombre", sino se revela en Ultimate Secrets. También lleva a cabo una versión creada de jirones de Ben Reilly..
Kaine poseía una fuerza sobrehumana, reflejos y equilibrio. Al igual que Spider-Man que puede pegarse a cualquier superficie y tenía una advertencia de peligro "sentido arácnido".

## En otros medios

### Televisión
- Aparece en el final de la serie Spiderman (1994), en el episodio "Spider-Carnage".

- Kaine aparece en la cuarta temporada de Ultimate Spider-Man vs. Los 6 Siniestros. Esta versión se parece a Spider-Man con la marca verde a través de ella en el pecho:
  - En el episodio 21, "Los Destructores de Arañas, Parte 1", Kaine era una parte del "Proyecto Kaine" donde se combina el ADN de Spider-Man y los sintezoides de Arnim Zola. Kaine acaba de darse a conocer en el que se alimenta de Spider-Man y Mary Jane (luego de saber que es Peter), incluso cuando se mueven a través de laboratorio secreto del Doctor Octopus. Tras la captura de Spider-Man y Mary Jane como Spider-Woman, después de la derrota de los otros sintezoides de Spider-Man, Kaine es cortado por la mitad cuando la Araña Escarlata está a la vista.
  - En el episodio 23, "Los Destructores de Arañas, Parte 3", después de haber llevado a los cazadores Delta-9, Goliat-Spider, Bones-Spider y Ghost-Spider, de nuevo a Triskelión para recargarse, los Nuevos Guerreros y la Red de Guerreros son alertados por las alarmas. Cuando investigan, ven marcas en las barra en muchos de los sistemas de defensa. Mientras que el Agente Venom sigue convencido de que Escarlata sigue siendo un traidor, que finalmente se encuentran con un Kaine regenerado, que ha mutado en una mishapen, la forma de pinchos con dos tentáculos que crecen fuera de sus lados. El nuevo Kaine comienza a atacar a ellos, y se alimenta de su energía. Mientras Araña Escarlata intenta sobrecargar a Kaine con un transmisor de energía, pero se hace más fuerte, dándole un cuerpo más voluminoso. El encendido Kaine comienza a dominar a través de la Red de Guerreros, por lo que Ben recurre al uso de los otros Spider-Slayers. La inteligencia fue suficiente, sin embargo, Kaine, habiendo ganado para ser desdeñosa hacia los seres humanos, al covencer a los otros asesinos en atacar a la Red de Guerreros, convirtiéndose en el nuevo alfa. Aunque los delta-9 son derrotados rápidamente, Kaine los agarra y los absorbe en su masa corporal, transformándose en The Ultimate Spider-Slayer, un mismash descomunal de los otros asesinos. Poco menos que imparable, Kaine intenta absorber a Araña Escaralata, pero el Agente Venom, habiendo puesto su desconfianza del lado de Escarlata, se precipita hacia Kaine con el transmisor de energía, y entra en el cuerpo fundido de Kaine. Se ha conseguido con éxito a la sobrecarga de Kaine, lo que le hace estallar en un pegote sintético.

### Videojuego
- El Traje de Kaine es desbloqueable en The Amazing Spider-Man.[7]

El traje de scarlet spider II que es una referencia al traje de kaine es desbloqueable en Spider-Man (videojuego de 2018)